# Kurt Nordman
Kurt Alvar Nordman, född 23 april 1938 i Oravais, död 16 februari 2024 i Helsingfors, var en finländsk företagsledare. 
Nordman blev diplomingenjör 1963, blev planeringsingenjör vid Helsingfors telefonförening samma år och blev teknisk direktör 1970. Åren 1987–2000 var han verkställande direktör för det kooperativa företaget, som under hans ledning ombildades till det börsnoterade Elisa Communications Abp. På hans initiativ grundade telefonföreningen och ett antal andra regionala telefonbolag. 1988 grundades mobiltelefonföretaget Radiolinja Oy, som några år senare inledde GSM-trafik som det första i världen. Han utgav tillsammans med sin föregångare boken HPY:n muutoksen vuosikymmenet (2002), som skildrar telefonföreningens omvandling, och har därtill publicerat bland annat verket I blommande landskap: en bok om nordiska naturtyper och växter. Han tilldelades bergsråds titel 1997.